# Apoštolská nunciatura ve Spojených státech amerických
Apoštolská nunciatura ve Spojených státech amerických je oficiálním zastoupením Svatého stolce ve Spojených státech amerických se sídlem v Washingtonu. Již v roce 1893 jmenoval papež Lev XIII. apoštolského delegáta, nunciatura byla zřízena v roce 1984 papežem Janem Pavlem II. Současným nunciem ve Spojených státech je od roku 2016 Christophe Pierre.

## Seznam papežských reprezentantů v USA

### Apoštolští delegáti
- Francesco Satolli, 1893–1896
- Sebastiano Martinelli, OSA, 1896–1902
- Diomede Falconio, OFM, 1902–1911
- Giovanni Bonzano, 1912–1922
- Pietro Fumasoni Biondi, 1922–1933
- Amleto Giovanni Cicognani,1933–1959
- Egidio Vagnozzi, 1958–1968
- Luigi Raimondi, 1967–1973
- Jean Jadot, 1973–1980
- Pio Laghi, 1980–1984

## Apoštolští pro-nunciové
- Pio Laghi, 1984–1990
- Agostino Cacciavillan, 1990–1998

## Apoštolští nunciové
- Gabriel Montalvo Higuera, 1998–2005
- Pietro Sambi, 2005–2011
- Carlo Maria Viganò 2011–2016
- Christophe Pierre od 12. duben 2016